# 优素福·乌恰尔
优素福·乌恰尔（土耳其語：Yusuf Uçar，1987年1月1日—），土耳其男子盲人门球运动员。他曾代表土耳其参加2012年夏季残疾人奥林匹克运动会盲人门球比赛，获得一枚铜牌。